# Piosenki Violetty Villas
Piosenki Violetty Villas – zbiór piosenek wykonywanych przez tę artystkę.

## Lista wybranych piosenek
| Rok  | Tytuł                                                    | Autorzy                                           |
| ---- | -------------------------------------------------------- | ------------------------------------------------- |
|      | Gdy zakwitną czereśnie                                   | J. Gert – T. Śliwiak                              |
| 1960 | Ja nie mogę tamtej drugiej znieść                        | B. Klimczuk, A. Wiernik – B. Choiński             |
|      | Dla ciebie miły                                          | R. Sielicki – M. Łebkowski                        |
| 1961 | Gwiazdka z nieba                                         | B. Klimczuk – T. Urgacz                           |
| 1961 | Ja ci nie wierzę                                         | J. Gert – B. Brok                                 |
| 1961 | Marianna ruda                                            | A. Markiewicz – J. Gałkowski, B. Choiński         |
| 1961 | Na spacerze spotkała nas                                 | T. Prejzner – B. Choiński, J. Gałkowski           |
| 1961 | Nie zdążyłam                                             | J. Mart – Hal–Ma                                  |
| 1961 | Sekret                                                   | J. Kozłowski – M. Łebkowski                       |
| 1961 | Si senior                                                | R. Sielicki – K. Winkler                          |
| 1961 | Szczęścia nie szukaj daleko                              | J. Wasowski – J. Miller                           |
| 1961 | Taki mróz                                                | M. Sart – H. Klejne                               |
| 1961 | Taki mróz (radio)                                        | M. Sart – J. Kleyny                               |
| 1961 | Tygrysiątko                                              | B. Klimczuk – B. Choiński, J. Gałkowski           |
|      | Ale mróz                                                 | A. Markiewicz – St. Tym                           |
| 1962 | Amoroso                                                  | Z. Ciechan – B. Choiński, M. Dagnan               |
| 1962 | Ave Maria no morro (live)                                | H. Martins – M. Larue                             |
| 1962 | Czarny szal                                              | R. Siedlecki – K. Kord                            |
| 1962 | Człowiek i strzelnica                                    | S. Musiałowski, T. Prejzner – B. Choiński         |
| 1962 | Czy pani tańczy twista (feat. T. Woźniakowski)           | W. Piętowski – A. Tylczyński                      |
| 1962 | Czy pani tańczy twista (feat. B. Czyżewski)              | B. Klimczuk – B. Choiński, J. Gałkowski           |
| 1962 | Donna Amelia (feat. T. Woźniakowski)                     | F. Nowak – B. Żabko-Potopowicz                    |
| 1962 | Granada                                                  | A. Lara – J. Kleyny                               |
| 1962 | Idź już spać (feat. T. Woźniakowski)                     | A. Markiewicz – A. Tylczyński                     |
| 1962 | Już północ                                               | E. Czerny – A. Tylczyński                         |
| 1962 | La Gitana                                                | M. Sart – H. Kołaczkowska                         |
| 1962 | Malagueña                                                | E. Lecuona – J. Kleyny                            |
| 1962 | Maleńki znak                                             | Z. Wiehler – K. Wolińska                          |
| 1962 | Niezwykły dzień                                          | J. Czekalla – K. Winkler                          |
| 1962 | Ożeń się Johny                                           | H. Klejne – T. Urgacz                             |
| 1962 | Pani Piotrusiowa                                         | J. Mart, A. Markiewicz – T. Urgacz                |
| 1962 | Petronio                                                 | M. Marini                                         |
| 1962 | Piosenka z przyszłości                                   | M. Sart – L.J. Kern                               |
| 1962 | Po co szukać wiatru w polu                               | H. Skalska – A. Hosper                            |
| 1962 | Salomon (feat. T. Woźniakowski)                          | B. Klimczuk – A. Hosper                           |
| 1962 | Salomon (feat. B. Czyżewski)                             | H. Klejne – T. Urgacz                             |
| 1962 | Salomon (feat. C. Fabiński)                              | H. Klejne – T. Urgacz                             |
| 1962 | Spójrz prosto w oczy                                     | W. Piętowski – K. Winkler                         |
| 1962 | Tiritomba                                                | mel. ludowa – J. Gillowa                          |
| 1962 | To mówią marakasy                                        | R. Orłow – K. Wolińska                            |
| 1962 | Wiatraki na wzgórzu                                      | A. Markiewicz – T. Ress                           |
| 1962 | Wiatraki na wzgórzu (radio)                              | A. Markiewicz – A. Tylczyński                     |
| 1962 | Wracam                                                   | L. Denza – J. Gillowa                             |
| 1962 | Zegrar z kukułką                                         | M. Sart – A. Hosper                               |
| 1962 | Drabianiasty wóz                                         | A. Januszko, Z. Rymarz – Z. Kasztur, Z. Zapert    |
|      | Ali alo                                                  | trad. – Z. Stawecki                               |
| 1963 | Jestem taka, a nie inna                                  | H. Klejne – K. Winler                             |
| 1963 | Jestem taka, a nie inna (radio)                          | M. Sart – A. Hosper                               |
| 1963 | Kawał z brodą                                            | H. Klejne – J. Ficowski                           |
| 1963 | Kiedy Allach szedł                                       | trad. – R. Sadowski                               |
| 1963 | Kto wymyślił Madisona                                    | R. Żyliński – J. Dumnicka                         |
| 1963 | Meksykańska corrida                                      | A. Wiernik – J. Miller                            |
| 1963 | Rudy rydz                                                | B. Klimczuk – A. Hosper                           |
| 1963 | Szesnaście lat                                           | R. Sielicki – M. Łebkowski, S. Werner             |
| 1963 | Wachlarz                                                 | M. Sewen – K. Wolińska                            |
| 1963 | Złota maska                                              | J. Wasowski – J. Brzechwa                         |
| 1963 | Zorro                                                    | A. Januszko – T. Urgacz                           |
|      | Andaluzja                                                | E. Lecuona – Z. Stawecki                          |
| 1964 | Bardzo proszę, idź                                       | Wł. Szpilman – R. Sadowski                        |
| 1964 | Błękitna tarantella                                      | mel. ludowa – A. Lisica                           |
| 1964 | Całe miasto o tym wie                                    | A. Januszko – E. Fiszer                           |
| 1964 | Czarodziejski wóz                                        | A. Markiewicz, J. Mart – H. Gaworski              |
| 1964 | Czterdzieści kasztanów                                   | S. Musiałowski – B. Choiński, J. Gałkowski        |
| 1964 | Daleko jest Hawana                                       | N. Pilichowska                                    |
| 1964 | Jedna nutka zaginęła                                     | J. Klejne – J. Prutkowski                         |
| 1964 | Józek                                                    | W. Kolankowski – L.J. Kern                        |
| 1964 | Koguty i gołąbki (feat. T. Woźniakowski)                 | R. Żyliński – Z. Kaszkur, Z. Zapert               |
| 1964 | Mała Inez                                                | E. Grenet – J. Gillowa                            |
| 1964 | Maria la O                                               | E. Lecuona – Z. Stawecki                          |
| 1964 | Nic nikomu nie mów                                       | W. Szpilman – K. Winkler                          |
| 1964 | Ona ma dwadzieścia lat (feat. T. Woźniakowski)           | M. Sart – J. Odrowąż                              |
| 1964 | Pierwszy krawat                                          | M. Radzik – T. Filińska                           |
| 1964 | Przyjdzie na to czas                                     | W. Szpilman – K. Winkler                          |
| 1964 | Pucybut z Rio                                            | H. Jabłoński – J. Kasprowy                        |
| 1964 | Pucybut z Rio (radio)                                    | E. Lecuona – Z. Stawecki                          |
| 1964 | Zaproś mnie do tańca                                     | Z. Górzyński – Z. Patuszyński                     |
| 1964 | Znajdziesz mnie wszędzie                                 | W. Lutosławski – Z. Kaszkur, Z. Zapert            |
| 1965 | Będę wędrować do ciebie                                  | H. Klejne – A. Bianusz                            |
| 1965 | Do ciebie mamo (radio)                                   | A. Skorupka – St. Werner, M. Łebkowski            |
| 1965 | Figa z makiem                                            | A. Parys – Z. Kaszkur, Z. Szczęsny                |
| 1965 | Jak nie, to nie (radio)                                  | E. Pałłasz – J. Zalewski                          |
| 1965 | Kocham Jurka (radio)                                     | E. Czerny – J. Dumnicka                           |
| 1965 | Kokosy                                                   | W. Szpilman – K. Winkler                          |
| 1965 | Mamma, son tanto felice                                  | C.A. Bixio – B. Cherubini                         |
| 1965 | Mazurskie wspomnienia                                    | M. Sart – A. Tylczyński                           |
| 1965 | Nic nikomu nie mów                                       | W. Szpilman – K. Winkler                          |
| 1965 | Nie jestem taka zła (radio)                              | H. Jabłoński – J. Kasprowy                        |
|      | Ave Maria no morro                                       | H. Martins – M. Larue                             |
|      | Bardzo proszę, idź                                       | H. Martins – M. Larue                             |
|      | Do ciebie mamo                                           | A. Skorupka – St. Werner, M. Łebkowski            |
|      | Do twarzy mi w fartuszku                                 | A. Buzuk – E. Gaspar                              |
|      | Hiroshima mon amour                                      | Z. Ciechan – M.Z. Bordowicz                       |
|      | Jak nazwać miłość                                        | A. Korzyński – J. Miller                          |
|      | Jak nie, to nie                                          | E. Pałłasz – J. Zalewski                          |
|      | Jedno słowo, matka (radio)                               | Z. Karasiński – Z. Jaskier                        |
|      | Kocham Jurka                                             | E. Czerny – J. Dumnicka                           |
|      | Marzeń moich nie zna nikt                                | K. Sadowski – W. Maksymkin                        |
|      | Nie jestem taka zła                                      | A. Korzyński – J. Miller                          |
|      | Nie myśl o mnie źle                                      | A. Korzyński – J. Miller                          |
|      | Uśmiechem miłość się zaczyna                             | J. Vidal – K. Kord                                |
|      | Wiedz o mnie wszystko                                    | A. Korzyński – T. Filińska                        |
|      | Zdecyduj się                                             | M. Skorupiński – Z. Stawecki                      |
|      | Cicha Helka                                              | Z. Ciechan – Z. Polak                             |
|      | Jak to było                                              | K. Sadowski – E. Fiszer                           |
|      | Nie ma takich oczu                                       | A. Parys – Z. Kaszkur                             |
|      | Od jutra wszystko się zmieni                             | W. Słowiński – K. Winkler                         |
|      | ’O sole mio                                              | E. di Capua – G. Capurro                          |
|      | Port bez mew                                             | A. Korzyński – J. Miller                          |
|      | Przed nami dzień                                         | A. Korzyński – J. Miller                          |
|      | Somewhere My Love                                        | M. Jarre                                          |
|      | Telefon do ciebie                                        | M. Skorupiński – B. Tabernacki                    |
|      | Un bel di, vedremo                                       | G. Puccini – L. Illica, G. Giacosa                |
|      | Under Paris skies                                        |                                                   |
|      | Under the Bridges of Paris                               | V. Scotto – J. Rodor, D. Cochran                  |
|      | W Zakopanem pada deszcz                                  | A. Korzyński – J. Miller                          |
|      | Zostanę z tobą                                           | K. Sadowski – E. Fiszer                           |
|      | Vissi d'arte                                             | G. Puccini                                        |
|      | Hello, Dolly                                             | J. Herman                                         |
|      | I will wait for you                                      | M. Legrand – N. Gimbel                            |
|      | Jak w serenadzie                                         | A. Buzuk – B. Kuroń                               |
|      | Jedno słowo, matka                                       | Z. Karasiński – Z. Jaskier                        |
|      | Love, this is my song                                    | C. Chaplin                                        |
|      | Miłość to ty i ja                                        |                                                   |
|      | Non, c'est rien                                          | A. Canfora, J. Baselli – M. Jourdan               |
|      | O radę serca zapytaj                                     | A. Buzuk – T. Dolecka                             |
|      | Port, w którym nie ma mew                                | A. Korzyński – J. Miller                          |
|      | Powrócisz tu                                             | J. Kondratowicz – P. Figiel                       |
|      | Szczęście                                                | M. Hadjiadakis – O. Obarska                       |
|      | Tatusiu                                                  |                                                   |
|      | My Heart Belongs to Daddy                                | C. Porter                                         |
|      | Strangers in the Night                                   | B. Kaempfert – E. Synder                          |
|      | What Now My Love                                         | G. Becaud – P. Delanoe, C. Sigman                 |
|      | Ave Maria no morro (radio)                               | H. Martins – M. Larue                             |
|      | C'est si bon                                             | H. Betti – A. Hornez                              |
|      | Free again                                               | A. Canfora, J. Baselli – M. Jourdan, R. Colby     |
|      | Habanera z opery Carmen                                  | G. Bizet                                          |
|      | Libiamo ne' lieti calici                                 | G. Verdi                                          |
|      | Nie ma miłości bez zazdrości (radio)                     | V. Villas                                         |
|      | Nieznajomi w mroku                                       | B. Kaempfert                                      |
|      | Oczy czarne                                              | J. Hrebinka – C. Gierde                           |
|      | Strangers in the night                                   | A. Canfora, J. Baselli – M. Jourdan, R. Colby     |
|      | Znowu ciebie mam                                         | G. Raskin – V. Villas                             |
|      | Ave Maria (nagrano w Australii)                          | aranż. Brian Buggy                                |
|      | W Lewinie koło Kudowy                                    | V. Villas                                         |
|      | Dzikuska                                                 | L. Bogdanowicz – A. Osiecka                       |
|      | Gdzieś w moich snach                                     | J. Sławiński – A. Jastrzębiec-Kozłowski           |
|      | Ja jestem Violetta                                       | L. Bogdanowicz – Z. Stawecki                      |
|      | Jesteś mi potrzebny                                      | L. Bogdanowicz – J. Podkomorzy                    |
|      | Nie zatrzymuj mnie nianiu                                | W. Żukowska – A. Osiecka                          |
|      | Kto się komu śni                                         | V. Villas – T. Urgacz                             |
|      | Mechaniczna lalka                                        | V. Villas – A. Osiecka                            |
|      | Melancholie                                              | W. Kilar – A. Osiecka                             |
|      | Pocałunek ognia                                          | A.G. Villoldo – V. Villas                         |
|      | Sosna z mego snu                                         | A. Januszko – T. Urgacz                           |
|      | Szaloną być                                              | A. Kurpiel – A. Osiecka                           |
|      | Uważaj                                                   | L. Bogdanowicz – M. Łebkowski, St. Werner         |
|      | Wszędzie, gdzie ty                                       | A. Januszko – T. Urgacz                           |
|      | Zabierz mnie z Barcelony                                 | L. Bogdanowicz – A. Osiecka                       |
|      | Ja jestem już taka                                       | Q. Mendoza y Cortés – V. Villas                   |
|      | Nie zdradził mnie jedynie śpiew                          | R. Poznakowski – W. Filler                        |
|      | Całuj gorąco                                             | M. Sewen – A. Jastrzębiec-Kozłowski               |
|      | Cóż mogę ci dać                                          | W. Kacperski – J. Kleynot                         |
|      | Tylko tobie                                              | W. Kacperski – J.J. Leon                          |
|      | Votre toast                                              | G. Bizet                                          |
|      | Wygrywamy                                                | M. Sewen – A. Jastrzębiec-Kozłowski               |
|      | Bóg się rodzi                                            | F. Karpiński – K. Kurpiński                       |
|      | Cicha noc                                                | trad.                                             |
|      | Dzisiaj w Betlejem                                       | trad.                                             |
|      | Gdy się Chrystus rodzi                                   | trad.                                             |
|      | Jezus malusieńki                                         | trad.                                             |
|      | Lulajże, Jezuniu                                         | trad.                                             |
|      | Pójdźmy wszyscy do stajenki                              | trad.                                             |
|      | Wśród nocnej ciszy                                       | trad.                                             |
|      | Summertime                                               | G. Gershwin – D. Heyward                          |
|      | Bésame mucho                                             | C. Velazquez – H. Rostworowski                    |
|      | If you go away                                           | J. Brel – R. McKuen                               |
|      | Ja śpiewam piosenki                                      | T. Dobrzański – J. Tuwim                          |
|      | Miłością znów żyję                                       | G. Raskin – V. Villas                             |
|      | Warszawo, ty moja Warszawo                               | S. Krajewski – V. Villas                          |
|      | Kochaj mnie, a będę twoją (feat. K. Staszewski)          | H. Wars – A. Włast                                |
|      | Czarna Madonna                                           | trad.                                             |
|      | Jestem pijana z zapachu siana                            |                                                   |
|      | Śpiewać każdy może (feat. J. Steczkowska, K. Cerekwicka) | tekst Jonasz Kofta, muz. Stanisław Syrewicz       |
|      | Arrivederci Roma (feat. J. Józefowicz)                   | P. Garinei, S. Giovannini – R. Ranucci, C. Sigman |
|      | Dziwny jest ten świat                                    | aranż. M. Zieliński                               |
|      | To świt, to zmrok (feat. K. Kowalski)                    | J. Bock – S. Harnick                              |
|      | Z dawna Polski Tyś Królową                               | trad.                                             |
|      | Nie pragnę złota                                         | I. Jaszczuk                                       |
|      | Od stóp do głów (feat. M. Wiśniewski)                    | I. Jaszczuk                                       |
|      | Pod różą (feat. M. Wiśniewski)                           | I. Jaszczuk                                       |
|      | Tango dla Kowalskiej (feat. M. Wiśniewski)               | I. Jaszczuk                                       |
|      | Miłość ci wszystko wybaczy (live)                        | H. Wars – J. Tuwim                                |